# دعوى نيكاراغوا على ألمانيا
في 1 مارس 2024، أقامت نيكاراغوا إجراءات ضد ألمانيا في محكمة العدل الدولية بموجب اتفاقية الإبادة الجماعية بسبب ارتباطها بالانتهاكات المزعومة لبعض الالتزامات الدولية فيما يتعلق بالأرض الفلسطينية المحتلة الناشئة عن دعم ألمانيا لإسرائيل في الحرب الفلسطينية الإسرائيلية. وطلبت الإشارة إلى تدابير الحماية المؤقتة بما في ذلك استئناف التمويل الألماني المعلق للأونروا ووقف الإمدادات العسكرية لإسرائيل. وتستند الدعوى التي تقدمت بها نيكاراغوا إلى قضية الإبادة الجماعية التي رفعتها جنوب أفريقيا ضد إسرائيل أمام محكمة العدل الدولية.
وفي المقابل رفضت ألمانيا ادعاءات نيكاراغوا وطالبت بشطب القضية من المحكمة.